# Dwars door België 1994
De 49e editie van Dwars door België werd verreden op woensdag 23 maart 1994. De start en finish lagen in Waregem, de afstand bedroeg 207 km.

## Wedstrijdverloop
139 renners gingen van start in Waregem. Door Museeuw en Andrei Tchmil kwam er in de heuvelzone wat afscheiding, 15 renners reden enige tijd voor het peloton. Even later was alles weer samen. Tussen de Valkenberg en Eikenberg kwam er een aanval van Marc Sergeant, hij kreeg 9 renners mee, deze groep brak in twee delen in de klim van de Eikenberg. Op weg naar de Oude Kwaremont kwamen beide groepjes weer samen. In het peloton werd niet samengewerkt zodat het groepje steeds verder uitliep. Op de Paterberg volgde een aanval van Willems, de groep spatte uiteen. Sergeant kon volgen en even later reed ook Bomans naar dit tweetal toe. Op de Kluisberg lagen de drie al 1 minuut voor op de 6 achtervolgers (Den Bakker, Hoffman, Van Slycke, P. de Clercq, Ludwig, Mulders en Capelle. Bomans en Willems waren ploeggenoten, zij voerden het tempo aan en in de slotfase was er een aanval van Willems. Sergeant reageerde, direct daarna viel Bomans aan. Willems stopte af en zo won Bomans deze editie van Dwars door België.

## Hellingen
De volgende hellingen moesten in de editie van 1994 beklommen worden:

## Uitslag
| Dwars door België 1994 |                    |       |         |
| Plaats                 | Naam               | Ploeg | Tijd    |
| Winnaar                | Carlo Bomans       |       | 5u23'   |
| 2                      | Marc Sergeant      |       | + 20"   |
| 3                      | Ludwig Willems     |       | + 28"   |
| 4                      | Rik Van Slycke     |       | + 2'04" |
| 5                      | Olaf Ludwig        |       | + 2'21" |
| 6                      | Peter De Clercq    |       | z.t.    |
| 7                      | Tristan Hoffman    |       | z.t.    |
| 8                      | Maarten den Bakker |       | z.t.    |
| 9                      | Rob Mulders        |       | z.t.    |
| 10                     | Chris Peers        |       | + 9'01" |

1945 · 1946 · 1947 · 1948 · 1949 · 1950 · 1951 · 1952 · 1953 · 1954 · 1955 · 1956 · 1957 · 1958 · 1959 · 1960 · 1961 · 1962 · 1963 · 1964 · 1965 · 1966 · 1967 · 1968 · 1969 · 1970 · 1971 · 1972 · 1973 · 1974 · 1975 · 1976 · 1977 · 1978 · 1979 · 1980 · 1981 · 1982 · 1983 · 1984 · 1985 · 1986 · 1987 · 1988 · 1989 · 1990 · 1991 · 1992 · 1993 · 1994 · 1995 · 1996 · 1997 · 1998 · 1999 · 2000 · 2001 · 2002 · 2003 · 2004 · 2005 · 2006 · 2007 · 2008 · 2009 · 2010 · 2011 · 2012 · 2013 · 2014 · 2015 · 2016 · 2017 · 2018 · 2019 · 2020 · 2021 · 2022 · 2023 · 2024

Lijst van beklimmingen